# Приморск (Калининградская область)
Примо́рск (до 1946 года Фишхаузен, нем. Fischhausen) — город в Калининградской области России. Входит в состав Балтийского городского округа.
Население — 1447 чел. (2023). Самый маленький город Калининградской области по территории (площади). Пятый по малонаселённости город России после Верхоянска (768), Чекалина (935), Высоцка (1122) и Островного (1412).
С 2005—2008 годах — посёлок городского типа

## История

### Немецкий период (до 1945 года)
Основан в 1268 году. 7 апреля 1299 года земландский епископ Зигфрид фон Регенштайн заключил договор с четырьмя выходцами из Штральзунда, которые обязались основать у замка Шоневик город. 
До 1436 года город назывался Бишофсхаузен. Городские права Бишофсхаузен получил в 1305 году.
В 1526 году в замковой часовне состоялось бракосочетание герцога Альбрехта с датской принцессой Доротеей. В замке Фишхаузена в 1618 году умер его сын, слабоумный герцог Альберт Фридрих. Вследствие этого Иоганн Сигизмунд объединил Пруссию с Бранденбургом. 
Фишхаузен с 1818 года являлся окружным центром. Имел герб: щит, на котором епископский посох перекрещивается с мечом орденского рыцаря (земландский герб), под ними располагалась рыба головой вверх.
В 1782 году в городе проживали 1110 человек, в 1880 году - 2562, в 1910 году - 2613, в 1939 году - 3879.

### Советский период (до 1991 года)
С 1945 года в составе СССР. В сентябре 1946 года переименован в Приморск, новое название присвоено по расположению на берегу Калининградского залива. В 1946—1963 годах находился в составе Приморского района и Зеленоградского района.
В 1963 году Президиум Верховного Совета РСФСР своим указом передал город Приморск в подчинение Светловскому городскому Совету.
В 1953 году в Приморске был образован городской Совет депутатов трудящихся. С 1977 года он стал именоваться Советом народных депутатов и просуществовал вплоть до 1994 года. Исполнительную власть в городе осуществлял Исполнительный комитет городского Совета. Председателями исполкома работали:
- А. П. Затеев (1953—1957),
- И. В. Карпов (1957—1959),
- П. Т. Ноздрин (1959—1960),
- Ф. Н. Быков (1960—1965),
- Е. П. Кожевникова (1965—1981),
- Л. М. Медведева (1981—1985) и
- Г. Н. Григоренко (1985—1992).

### Российский период (с 1992 года)
С образованием округа в Приморске появилась городская администрация, руководителями которой были Г. Н. Григоренко (1994—2001) и А. Н. Мамаев (2001—2005).
В 1994 году областные власти приняли решение об образовании Балтийского городского округа и ввели в его состав город Приморск. До 2005 года имел статус города, но, в связи с уменьшением численности населения, вновь преобразован в посёлок городского типа в составе Балтийского городского округа.
3 июля 2008 года был принят закон Калининградской области № 274 о преобразовании Балтийского городского округа в муниципальный район и о создании на его территории трёх муниципальных образований, в том числе Приморского городского поселения. При этом Приморску был возвращён статус города.
Законом Калинградской области от 31 мая 2018 года № 176 «Об объединении поселений, входящих в состав муниципального образования „Балтийский муниципальный район“, и организации местного самоуправления на объединённой территории» городское поселение было упразднено с преобразованием муниципального района в городской округ.

## География
Город расположен на берегу Калининградского залива Балтийского моря, в 37 км от Калининграда. Железнодорожная станция Приморск-Новый на линии Балтийск — Калининград. Через Приморск протекает река Приморская.

## Население
| 1782  | 1947  | 1959  | 1970  | 1979  | 1989  | 1996  | 1998  | 2000  | 2001  | 2002  |
| ----- | ----- | ----- | ----- | ----- | ----- | ----- | ----- | ----- | ----- | ----- |
| 1110  | ↘600  | ↗2049 | ↘1730 | ↘1706 | ↗1792 | ↗2000 | →2000 | →2000 | →2000 | ↗2150 |
| 2005  | 2006  | 2007  | 2008  | 2009  | 2010  | 2011  | 2012  | 2013  | 2014  | 2015  |
| ↘2100 | →2100 | →2100 | →2100 | ↘2087 | ↘1956 | ↗2000 | ↘1950 | ↘1923 | ↗1945 | ↘1943 |
| 2016  | 2017  | 2018  | 2019  | 2020  | 2021  | 2023  |       |       |       |       |
| ↘1929 | ↗1960 | ↗1971 | ↘1961 | ↘1929 | ↘1436 | ↗1447 |       |       |       |       |

На 1 января 2025 года по численности населения город находился на 1119-м месте из 1124 городов Российской Федерации.

## Климат
Климат города ― переходный к морскому. Зима короче и мягче, а лето прохладнее, чем в материковых районах. За год выпадает достаточно большое количество осадков. Погода относительно ветреная. Наиболее тёплый месяц июль. Весна длительная, март и апрель обычно прохладные, а май тёплый.
- Среднегодовая температура — +7,6 C°
- Среднегодовая скорость ветра — 2,6 м/с
- Среднегодовая влажность воздуха — 79 %

| Показатель                    | Янв.  | Фев.  | Март  | Апр. | Май  | Июнь | Июль | Авг. | Сен. | Окт.  | Нояб. | Дек.  | Год   |
| ----------------------------- | ----- | ----- | ----- | ---- | ---- | ---- | ---- | ---- | ---- | ----- | ----- | ----- | ----- |
| Абсолютный максимум, °C       | 12,7  | 15,6  | 23,0  | 27,9 | 30,6 | 33,5 | 36,3 | 36,5 | 31,2 | 26,4  | 19,4  | 13,3  | 36,5  |
| Средний суточный максимум, °C | 0,4   | 1,2   | 5,4   | 11,4 | 17,6 | 20,5 | 22,1 | 22,0 | 17,0 | 11,8  | 5,4   | 2,1   | 11,5  |
| Средняя температура, °C       | −1,9  | −1,4  | 1,7   | 6,6  | 12,1 | 15,4 | 17,4 | 17,1 | 12,7 | 8,2   | 3,1   | −0,1  | 7,6   |
| Средний суточный минимум, °C  | −4,3  | −3,9  | −1,3  | 2,6  | 7,0  | 10,8 | 13,0 | 12,6 | 9,0  | 5,1   | 0,9   | −2,4  | 4,1   |
| Абсолютный минимум, °C        | −32,5 | −33,3 | −21,7 | −5,6 | −3,1 | 0,7  | 4,5  | 1,6  | −2   | −11,2 | −18,7 | −25,6 | −33,3 |
| Норма осадков, мм             | 62    | 46    | 45    | 40   | 51   | 78   | 74   | 84   | 83   | 85    | 78    | 78    | 804   |
| Источник: Погода и климат     |       |       |       |      |      |      |      |      |      |       |       |       |       |

## Социальная сфера

### Учреждения образования
МБОУСОШ № 8. Адрес: 238510 Балтийский городской округ, Приморск, улица Железнодорожная, д.2а. Директор — Цигас Елена Александровна.

### Учреждения культуры
В 1997 году был открыт Музей истории города Приморска (Фишхаузена)., который находится в Доме культуры. Так же в ДК г. Приморска на первом этаже разместилась Городская библиотека. Адрес: 238510, Калининградская область, г. Приморск Балтийского ГО, ул. Железнодорожная, 8. тел. 8-40145-68535.
Детская школа искусств. Адрес: 238510 Балтийский городской округ, Приморск, ул. Железнодорожная, д. 10. Год основания: 1995. Директор: Махмудова Асия Салим кызы.

## Транспорт
Железнодорожная станция Приморск-Новый (по состоянию на 2018, статус понижен до остановочного пункта) на линии Балтийск — Калининград. Ранее был также связан железнодорожной веткой со Светлогорском через Янтарный (разобрана). Эта дорога была построена ещё в немецкий период.
Через Приморск проходят шоссе А193 Калининград — Балтийск и А192 Балтийск — Светлогорск.
Проходящие автобусные маршруты:
- № 11 Балтийск — Тихореченское (по улице Янтарной)
- № 107 Балтийск — Ижевское (по Калининградскому шоссе)
- № 307 Балтийск — Светлый (пос. Комсомольский) (по Калининградскому шоссе)
- № 587 Балтийск — Зеленоградск (по улице Янтарной)

## Архитектура и достопримечательности
В окрестностях находятся развалины замка Фишхаузен 1268 года, а также немецкое военное кладбище солдат, погибших во время 1-й мировой войны, и захоронение советских воинов, погибших во время Великой Отечественной войны при взятии города Фишхаузена в апреле 1945 года.
Издалека видна господствующая над посёлком смотровая башня германской постройки — одно из наиболее примечательных старых сооружений.
- Руины замка Фишхаузен.
- Руины замка Фишхаузен.
- Руины замка Фишхаузен.

Объекты культурного наследия регионального значения:
- Вилла Порр начала XX века.

Местного значения:
- Мемориальный комплекс на братской могиле советских воинов, погибших при взятии города Фишхаузена в апреле 1945 года;
- Руины замка Фишхаузен 1268 года;
- Памятник садово-парковой архитектуры парк «Приморский» в городе Приморске.

## Органы власти
В 2008 году были проведены выборы в городской Совет депутатов, и теперь главой города является председатель Совета депутатов.

## Военное присутствие
В городе дислоцированы воинские части Балтийского флота ВМФ России, такие как: пункт базирования кораблей и другие морские воинские части.

## Известные люди
- Густав Кордьен[нем.] (1838–1907) — филолог.
- Артур фон Хиппель[англ.] (1841–1916) — офтальмолог.
- Вильгельм Вин (1864–1928) — лауреат Нобелевской премии по физике.
- Арнольд Федерманн[нем.] (1877–1952) — писатель, искусствовед и историк литературы.
- Маргарет Федерманн[нем.] (1882–1965) — художница.
- Дитрих фон Заукен (1892–1980) — немецкий генерал танковых войск (1944), последний из 27 награждённых Рыцарским Крестом с Дубовыми Листьями, Мечами и Бриллиантами.
- Мария Йонас[англ.] (1893–1944) — врач.
- Карл Покерн[нем.] (1895–1933) — мясник, член спортивного клуба Fichte Berlin[нем.] и жертва «кровавой недели в Кёпенике».
- Эрика Мария Виганд[нем.] (1921–2009) — художница и скульптор.
- Арно Мотульский[англ.] (1923–2018) — врач и генетик, известен как «отец фармакогеномики».
- Никита Бурмистров (1989) — российский футболист, нападающий и полузащитник ФК Сочи

## Приморск в культуре и искусстве
- Диссертация на столбе четырех братьев в Фишхойзер-Хайд (1717 г.)
- Столб четырех братьев в Фишхойзер-Хайде (1717 г.)[нем.]